# Albertijnse linie (huis Habsburg)
De Albertijnse linie (Duits: Albertinische Linie) van het huis Habsburg was een Duitse vorstelijke dynastie die in de 14e en 15e eeuw regeerde over het (aarts-)hertogdom Oostenrijk. De linie is vernoemd naar zijn stamvader: hertog Albrecht III. In 1379 sloten Albrecht III en zijn jongere broer Leopold III, die eerst samen hadden geregeerd, het Verdrag van Neuberg waarin ze hun bezittingen verdeelden. Albrecht kreeg het hertogdom Oostenrijk, terwijl Leopold de hertogdommen Stiermarken, Karinthië en Krain en het graafschap Tirol kreeg en de Leopoldijnse linie stichtte.
In 1421 werd Albrecht V door koning Sigismund van Luxemburg benoemd tot zijn erfopvolger. Na Sigismunds dood in 1437 werd Albrecht naast hertog van Oostenrijk ook koning van Bohemen en Hongarije. Kort daarna werd hij ook tot Rooms-Duits koning gekozen. Na Albrechts dood viel zijn rijk uit elkaar. Zijn enige zoon, Ladislaus Posthumus, stierf op zeventienjarige leeftijd, waardoor de Albertijnse linie in mannelijke lijn uitstierf. De Oostenrijkse bezittingen werden geërfd door de Leopoldijnse linie. 

## Stamboom
- Albrecht III (1349/50–1395), hertog van Oostenrijk
1  Elisabeth (1358–1373), dochter van keizer Karel IV
2  Beatrix (1355–1414), dochter van Frederik V van Neurenberg
  -  2 Albrecht IV (1377–1404), hertog van Oostenrijk
    - Margaretha (1395–1447)  Hendrik XVI (1386–1450), hertog van Beieren-Landshut
    - Albrecht II (1397–1439), hertog van Oostenrijk, Rooms-Duits koning en koning van Bohemen en Hongarije
  Elisabeth (1409–1442), dochter van keizer Sigismund
      - Anna (1432–1462)  Willem III (1425–1482), hertog van Saksen en landgraaf van Thüringen
      - Elisabeth (1438–1505)  Casimir IV Andreas (1427–1492), koning van Polen en grootvorst van Litouwen
      -  Ladislaus Posthumus (1440–1457), hertog van Oostenrijk en koning van Bohemen en Hongarije